# María Rosa Lojo

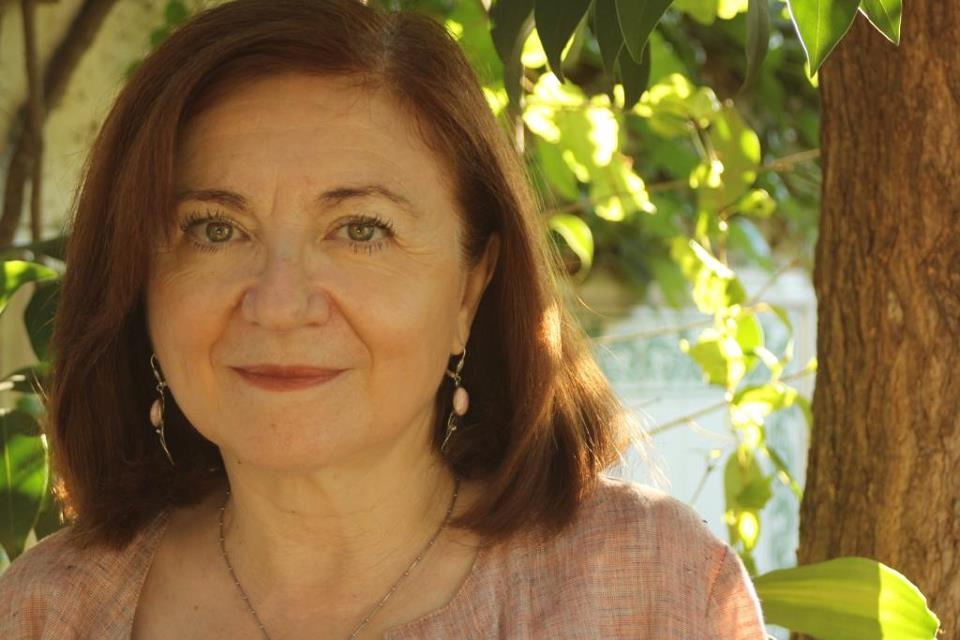
María Rosa Lojo

María Rosa Lojo (* 1954 in Buenos Aires) ist eine argentinische Schriftstellerin.

## Leben
Lojo ist die Tochter eines Kaufmanns aus Galicien, der nach dem Bürgerkrieg nach Argentinien ausgewandert war. Sie studierte an der Universidad de Buenos Aires (UBA) und arbeitete nach Abschluss ihrer universitären Ausbildung einige Jahre für das Feuilleton und die Literaturbeilage der Tageszeitungen „La Nación“ und „Clarín“.
Im Auftrag der UNESCO fungierte sie als Herausgeberin von Ernesto Sabatos Roman „Sobre héroes y tumbas“ (Über Helden und Gräber). Später nahm Lojo einen Ruf an die UBA an und lehrt dort an der geisteswissenschaftlichen Fakultät.
2018 erhielt sie den Gran Premio de Honor de la Sociedad Argentina de Escritores.

## Werke
Erzählungen
- Historias ocultas en la Recoleta Editorial Extra Alfaguara, Argentinien 2000. (Kurzgeschichten).
- Amores insólitos de nuestra historia Editorial Alfaguara, Argentinien 2001. (Erzählungen).
- El libro de las Siniguales y del único Sinigual. Editorial Mar Maior, Argentinien 2016.

Lyrik
- Visiones. 1984.
- Forma oculta del mundo. Ediciones Último Reino, Buenos Aires 1991.
- Esperan la mañana verde. Editorial El Francotirador Ediciones, Argentinien 1998. (Gedichte).

Romane
- La pasión de los nómades. 1994.
- La princesa federal. 1998.
- Una mujer de fin de siglo. 1999.
- Las libres del Sur. 2004.
- Finisterre. 2005.
- Árbol de familia. 2010.
- Todos éramos hijos. Editorial Sudamericana, Buenos Aires 2014.
- Solo queda saltar. Loqueleo, Santillana, Argentinien, 2018.